# 弗洛里安·门尼根
弗洛里安·门尼根（德語：Florian Mennigen，1982年4月10日—），德国男子赛艇运动员。他曾代表德国参加2008年和2012年夏季奥林匹克运动会赛艇比赛，其中2012年奥运会获得一枚金牌。